# Mosoc Llacta (distrito)
O Distrito peruano de Mosoc Llacta é um dos 7 distritos da Província de Acomayo, situada no Departamento de Cusco, pertenecente a Região Cusco, Peru

## Transporte
O distrito de Mosoc Llacta é servido pela seguinte rodovia:
- PE-3S, que liga o distrito de La Oroya à Ponte Desaguadero (Fronteira Bolívia-Peru) - e a rodovia boliviana Ruta 1 - no distrito de Desaguadero (Região de Puno)
- PE-34F, que liga o distrito de Combapata (Região de Cusco) à cidade de Kunturkanki [1][2][3]